# 鎌倉江の島七福神
鎌倉江の島七福神（かまくらえのしましちふくじん）は、神奈川県鎌倉市・藤沢市にある8箇所の社寺から構成される七福神めぐりの巡礼札所。

## 札所の一覧
江島神社を除き、全て鎌倉市内に所在している。なお、一覧説明の地名は住所（鎌倉市○○）を示す。
- 浄智寺 : 山ノ内に所在する臨済宗円覚寺派の寺。布袋尊を祀っている。
- 鶴岡八幡宮 : 雪の下に所在する神社。旗上弁財天を祀っている。
- 宝戒寺 : 小町に所在する天台宗の寺。毘沙門天を祀っている。
- 妙隆寺 : 小町に所在する日蓮宗の寺。寿老人を祀っている。
- 本覚寺 : 小町に所在する日蓮宗の寺。夷尊神を祀っている。
- 長谷寺 : 長谷に所在する浄土宗系単立の寺。大黒天を祀っている。
- 御霊神社 : 坂ノ下に所在する神社。福禄寿を祀っている。
- 江島神社 : 藤沢市江の島に所在する神社。江島弁財天を祀っている